# Saurita phoenicosticta
Saurita phoenicosticta är en fjärilsart som beskrevs av George Francis Hampson 1898. Saurita phoenicosticta ingår i släktet Saurita och familjen björnspinnare. Inga underarter finns listade.